# Tallinn
För andra betydelser, se Tallinn (olika betydelser).
Tallinn, tidigare Reval, är Estlands huvudstad och största stad, belägen vid Finska viken i den norra delen av landet. Folkmängden uppgår till cirka 430 000 invånare.
Gamla staden i Tallinn sattes 1997 upp på Unescos världsarvslista.

## Namnvarianter
Varifrån namnet Tallinn kommer är oklart. En utbredd hypotes är att det är en sammandragning av estniska Taani linn eller Taanu linna, vilket betyder ”danskborgen” eller ”den danska staden”. En annan hypotes är att ordet ursprungligen syftade till att många sökte sig till staden vintertid, "Talvelinn", vinterstaden.
Reval är det historiska tyska, danska och svenska namnet, möjligen uppkallat efter det då närliggande landskapet Rebälä. När den tyska och svenska befolkningen tvingades lämna landet i samband med andra världskriget kom namnet ur bruk och numera används namnet Tallinn även på svenska och tyska. Efter Sovjetunionens kollaps har namnet Reval börjat användas igen av den lokala svenska befolkningen i staden. Under medeltiden var Lindanäs det svenska namnet på staden. Under samma tid kallades staden Lyndanisse av danskarna.
Andra historiska namn är Kesoniemi, Koluvan, Lindanisa, Lindanise, Lindenäs, Revalia, Revel, Reveln och Räffle. På ryska skrivs stadens namn ofta med ett 'n' (Таллин). Estlands Språkinspektion rekommenderar att stadens namn skrivs med två 'n' även på ryska (Таллинн).

## Historik
Tallinn växte fram vid foten av Dombergets slott, den borg som den danske kungen Valdemar Sejr lät uppföra sedan han besegrat esterna i slaget vid Lindanäs 1219. Borgen med de kringliggande landskapen i norra Estland styrdes en kortare tid av Svärdsriddarorden, därefter av Danmark och 1346–1561 av Livländska orden. Staden grundades av ett hundratal hanseatiska köpmän från Visby som bosatte sig i Reval 1232. Den antog tidigt den lybska rätten och blev medlem av Hansaförbundet, vilket gynnade dess utveckling och ställning som ledande hansestad för Rysslandshandeln. Tyska köpmän och hantverkare dominerade den lokala borgarklassen och de hade ledande ställningarna i staden, och tyska blev officiellt språk.
När Gustav Vasa 1550 grundade Helsingfors var en av de främsta orsakerna viljan att konkurrera ut hansestaden Reval. Några år efter grundandet utbröt krig mellan Ryssland och Tyska orden i Baltikum, som flyttade den ryska exporthandeln till Viborg. 1561 anslöts norra Estland inklusive Reval till det svenska väldet.

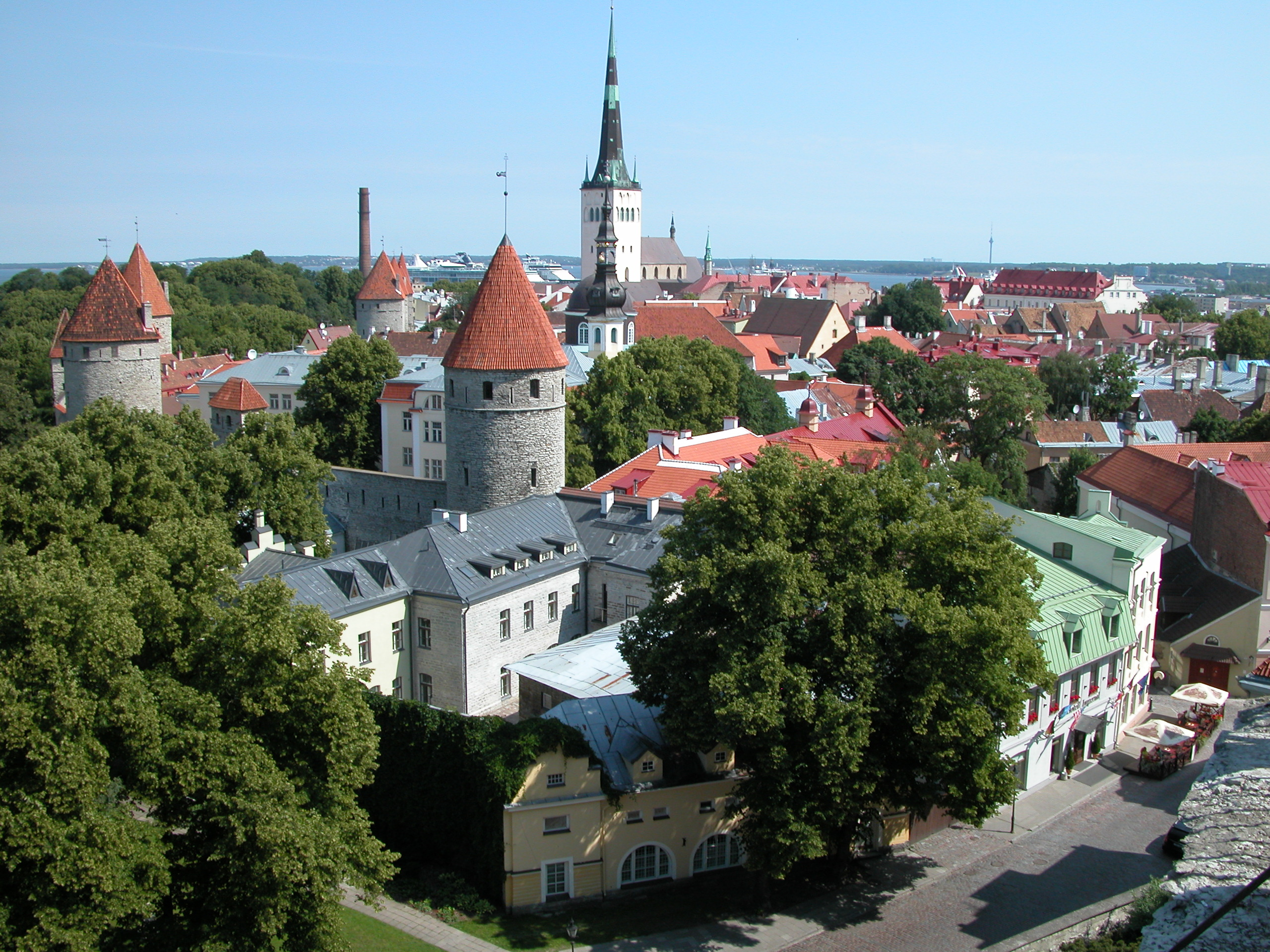
Tallinn

Staden var i svensk besittning 1561–1721, men efter Stora nordiska kriget kom den under ryskt herravälde och blev huvudort i guvernementet Estland. Under 1700-talet etablerades tegelbruk, sågverk och textilindustri i staden. I slutet av 1800-talet växte staden kraftigt i samband med industrialiseringen. En stor orsak till den snabba expansionen var järnvägen till Ryssland som stod klar 1870. Ett stort antal fabriker anlades och nu växte även förstäder fram. År 1881 var invånarantalet 44 000 och steg till att 1917 vara nästan 160 000.
När den fria republiken Estland grundades 1918, antogs namnet Tallinn som huvudstadens officiella namn. Under första världskriget var Tallinn en viktig flottbas. Dess hamn och militära anläggningar bombarderades 18 juli 1916 av tyska flygare. Ryssarna började 16 oktober 1917 utrymma Tallinn, som 25 februari-november 1918 hölls besatt av tyska trupper. Ett anfall sjöledes från Kronstadt mot Tallinn av bolsjeviker i december samma år stoppades genom en i hast ditbeordrad engelsk eskader. Likaså slogs kommunisternas anfall mot Tallinn tillbaka i januari 1919.
År 1940 blev Tallinn huvudstad i Estniska socialistiska sovjetrepubliken. Delar av den estniska befolkningen deporterades till Sibirien och norra Ryssland. År 1941 återtog den tyska armén Tallinn och i samband med detta skedde evakueringen av Tallinn. Under andra världskriget utsattes staden för massiva bombräder. De massivaste bombningarna gjordes av Röda armén 9 mars 1944 då 600 Tallinnbor dödades. År 1944 återtog Sovjetunionen Tallinn.

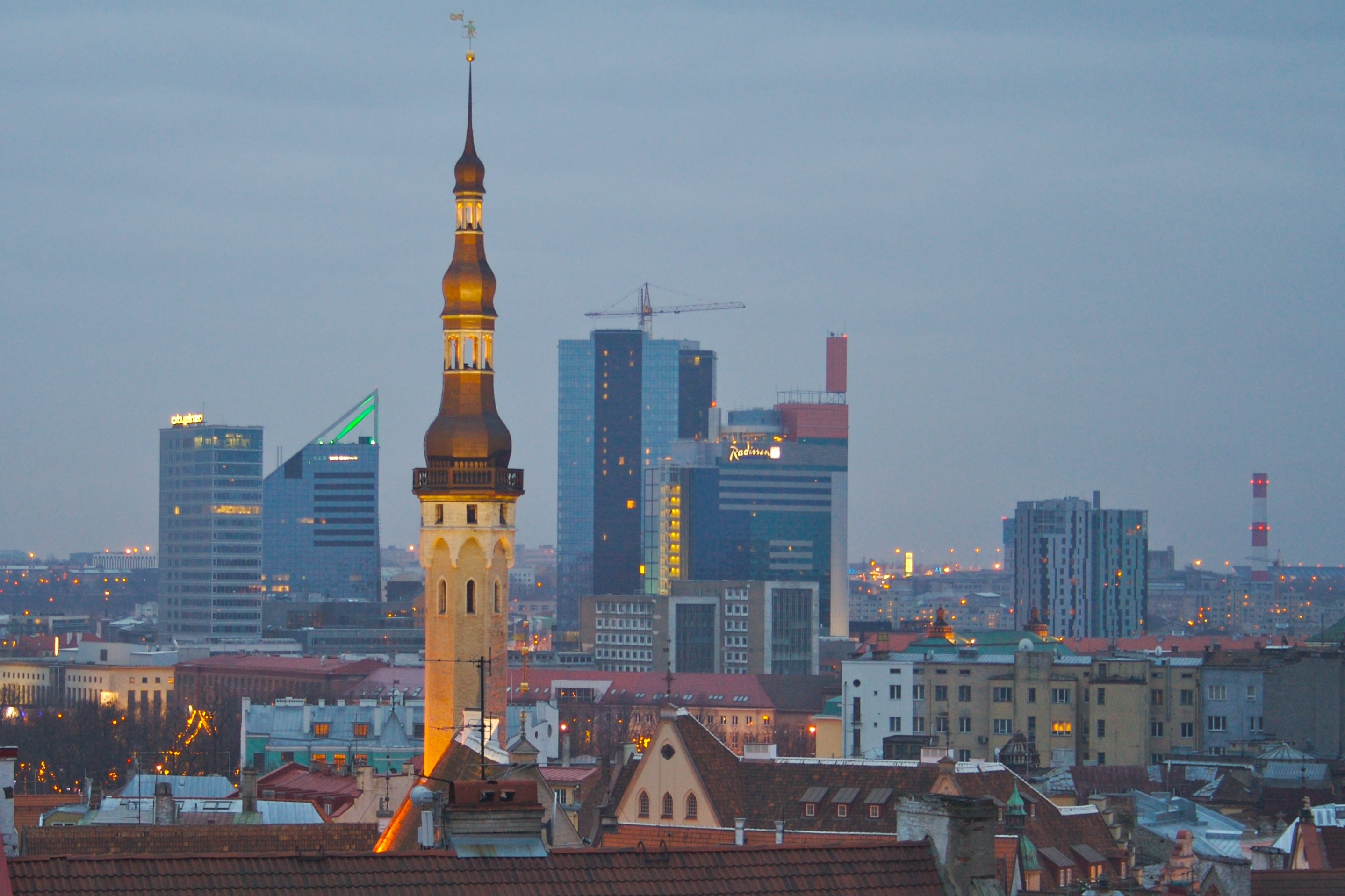
Tallinn

Under efterkrigstiden växte Tallinn kraftigt och för tiden typiska höghusförorter byggdes under 1960- och 1970-talet i Mustamäe, Õismäe och Lasnamäe. År 1959 stod Sångarfältet i Tallinn klart. År 1972 stod Hotel Viru klart som blev ett nytt landmärke. År 1980 arrangerades seglingarna vid de Olympiska spelen i Tallinn vilket föranledde flera stora projekt: Bland annat byggdes förutom själva den olympiska anläggningen i Pirita även den nya flygplatsbyggnaden, konserthallen Linnahall i hamnen och höghushotellet Hotel Olümpia.
I slutet av 1980-talet växte protesterna mot Sovjetregimen. Den 11 september 1988 samlades 300 000 ester i Tallinn för att delta i den sjungande revolutionen. Den 20 augusti 1991 blev Tallinn huvudstad i det åter självständiga Estland. Sedan dess har staden förändrats med många nybyggnationer utanför den gamla staden där en ny skyline skapats, bland annat med bankhögkvarter. År 2011 var Tallinn Europas kulturhuvudstad.

## Geografi
Tallinn ligger i norra centrala Estland, vid Finska vikens södra kust. Största sjön är Ülemiste (9,6 km²), som är stadens huvudsakliga källa till dricksvatten. Harku järv är den näst största sjön, den ligger på gränsen till Tallinn och har en yta på 1,6 km². Den enda större floden i Tallinn ligger i förorten Pirita, floddalen är ett naturskyddsreservat.
En kalkstensklippa löper genom staden. Den träder fram vid exempelvis Domberget och Lasnamäe. Domberget är dock inte en del av klippan utan en separat kulle. Tallinns högsta punkt ligger i distriktet Nõmme, i sydvästra delen av staden. Den ligger på 64 meters höjd över havet. Man kan också se ut över Tallinn från TV-tornet som byggdes i samband med olympiska spelen 1980.
Stadens nordligaste område är Ulfsö (Aegna), som är belägen strax nordväst om Viimsihalvön. Ön ligger cirka tio kilometer norr om Tallinns centralort och tillhör distriktet Kesklinn. Kustlinjen är 46 kilometer lång, och inkluderar tre större halvöar: Koplihalvön, Paljassaarehalvön och Kakumäehalvön. Man kan se Nargö på andra sidan Tallinnbukten.

### Karta

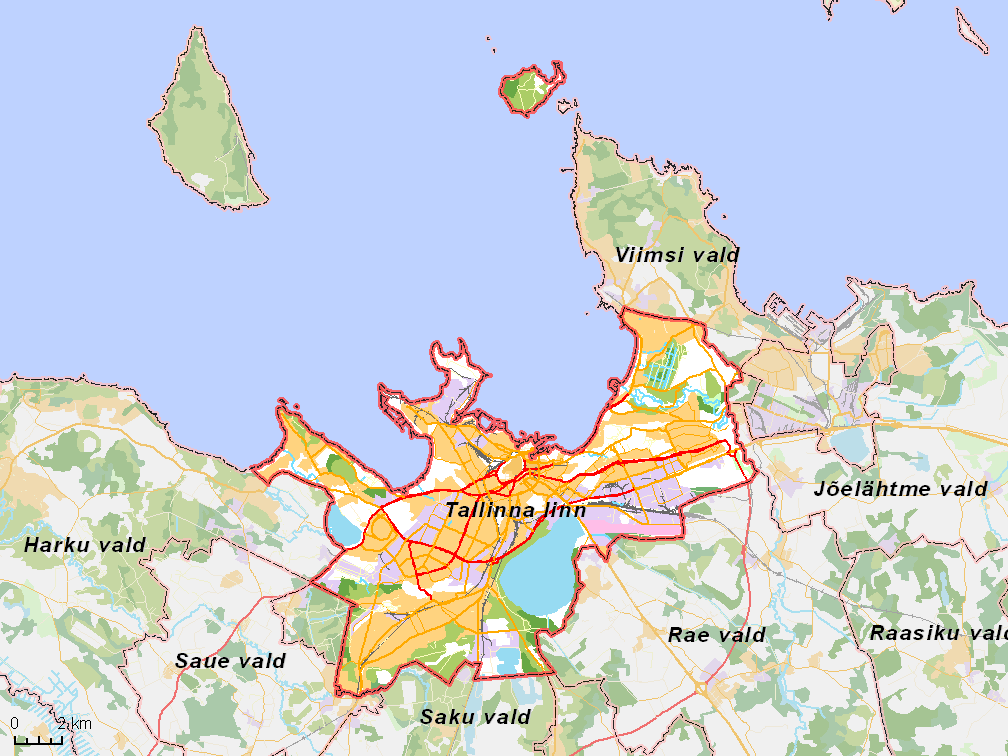
Översiktlig karta över staden och omkringliggande kommuner.

## Politik

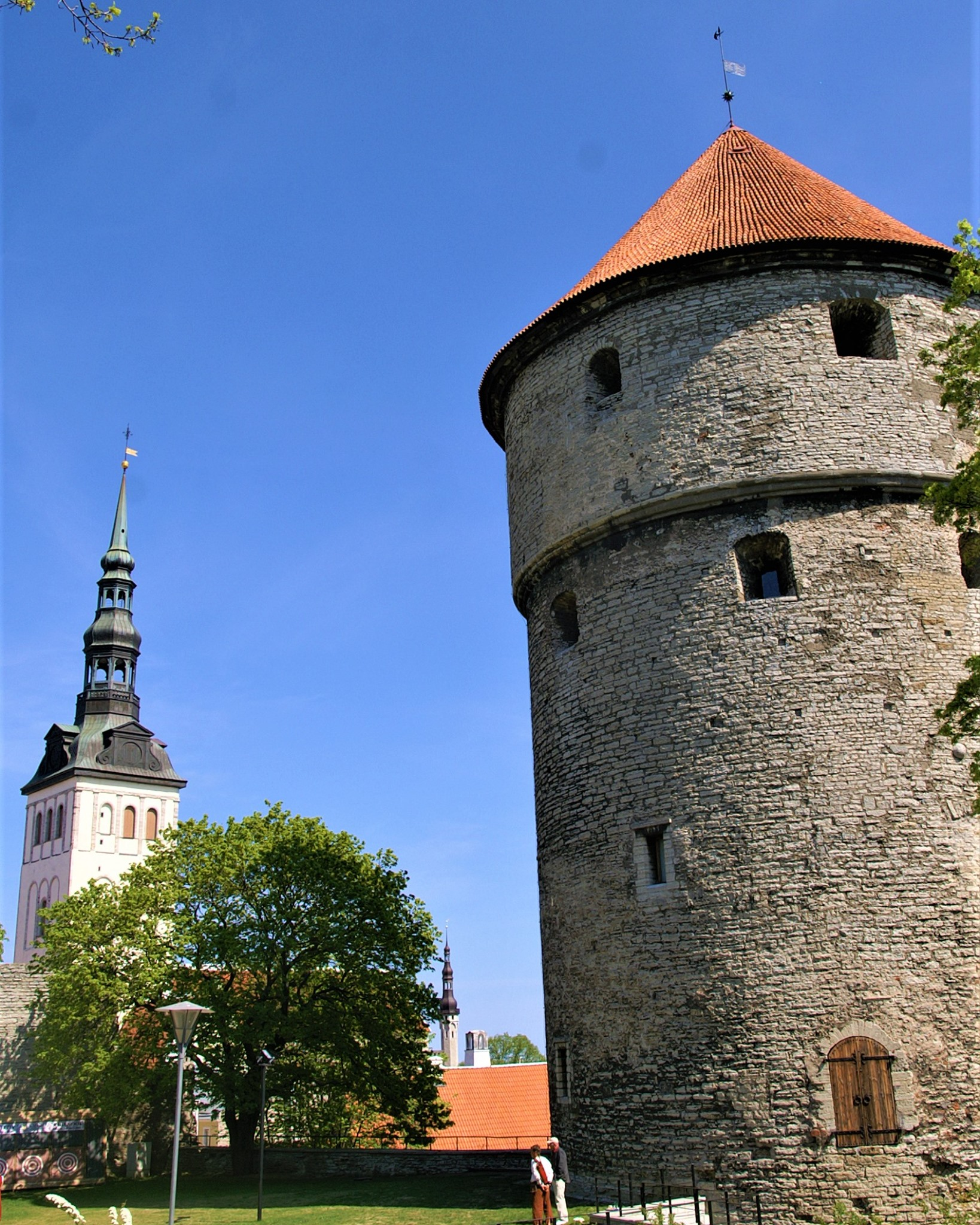
Tallinn

Tallinn är som Estlands huvudstad säte för de exekutiva och legislativa grenarna av republikens styre: presidenten, med residens vid Kadriorgs slott, regeringen i Stenbockska huset och Estlands parlament (Riigikogu) i Dombergets slott. Högsta domstolen, Riigikohus, finns däremot i Tartu.

### Förvaltning
Val till stadens fullmäktige hålls vart fjärde år och i fullmäktige sitter 79 ledamöter. Fullmäktige väljer borgmästaren samt sju vice borgmästare.

## Klimat
Genomsnittliga temperaturer:
|                                            | Jan  | Feb  | Mar  | Apr  | Maj  | Jun  | Jul  | Aug  | Sep  | Okt  | Nov  | Dec  |
| ------------------------------------------ | ---- | ---- | ---- | ---- | ---- | ---- | ---- | ---- | ---- | ---- | ---- | ---- |
| Normaldygnets maximitemperaturs medelvärde | −1,4 | −1,8 | 2,0  | 8,2  | 14,9 | 19,1 | 21,2 | 19,9 | 14,5 | 9,1  | 3,3  | 0,3  |
| Normaldygnets minimitemperaturs medelvärde | −6,6 | −7,5 | −4,3 | 0,1  | 5,0  | 9,7  | 12,1 | 11,6 | 7,2  | 3,3  | −1,2 | −4,6 |
|                                            |      |      |      |      |      |      |      |      |      |      |      |      |
| Nederbörd                                  | 51,2 | 33,9 | 34,9 | 36,4 | 36,6 | 60,7 | 76,8 | 82,8 | 74,6 | 75,8 | 69,2 | 60,5 |

| Diagram | temperaturer i °C • månadsnederbörd i mm | temperaturer i °C • månadsnederbörd i mm | temperaturer i °C • månadsnederbörd i mm | temperaturer i °C • månadsnederbörd i mm | temperaturer i °C • månadsnederbörd i mm | temperaturer i °C • månadsnederbörd i mm | temperaturer i °C • månadsnederbörd i mm | temperaturer i °C • månadsnederbörd i mm | temperaturer i °C • månadsnederbörd i mm | temperaturer i °C • månadsnederbörd i mm | temperaturer i °C • månadsnederbörd i mm | temperaturer i °C • månadsnederbörd i mm |
|         | 51 -1 -7                                 | 34 -2 -8                                 | 35 2 -4                                  | 36 8 0                                   | 37 15 5                                  | 61 19 10                                 | 77 21 12                                 | 83 20 12                                 | 75 15 7                                  | 76 9 3                                   | 69 3 -1                                  | 61 0 -5                                  |

## Turism

Alexander Nevskijkatedralen, uppförd 1894–1900.

Sedan självständigheten från Sovjetunionen 1991 har resemöjligheterna mellan Västeuropa och Estland förbättrats avsevärt. Stora hotell har byggts i de centrala delarna av staden och dessa håller västeuropeisk standard. Det är oftast inga problem att göra sig förstådd på engelska när det gäller yngre människor. Äldre personer kan inte lika ofta engelska, men ryska fungerar däremot ofta.

### Sevärdheter
- Birgittaklostret
- Bronssoldaten
- Gamla staden med den medeltida ringmuren.
  - S:t Olavs kyrka
  - Estlands sjöfartsmuseum
  - Rådhusapoteket
  - Jungfrutornet
  - Rådhuset
  - Kiek in de kök
  - Domberget med 
    - Dombergets slott
    - Tallinns domkyrka, S:ta Mariakyrkan, den lutherska domkyrkan
    - Alexander Nevskij-katedralen, ortodoxa katedralen
- Kadriorgs slott
- Svenska kyrkan, S:t Mikael
- Nikolaikyrkan

## Administrativ indelning

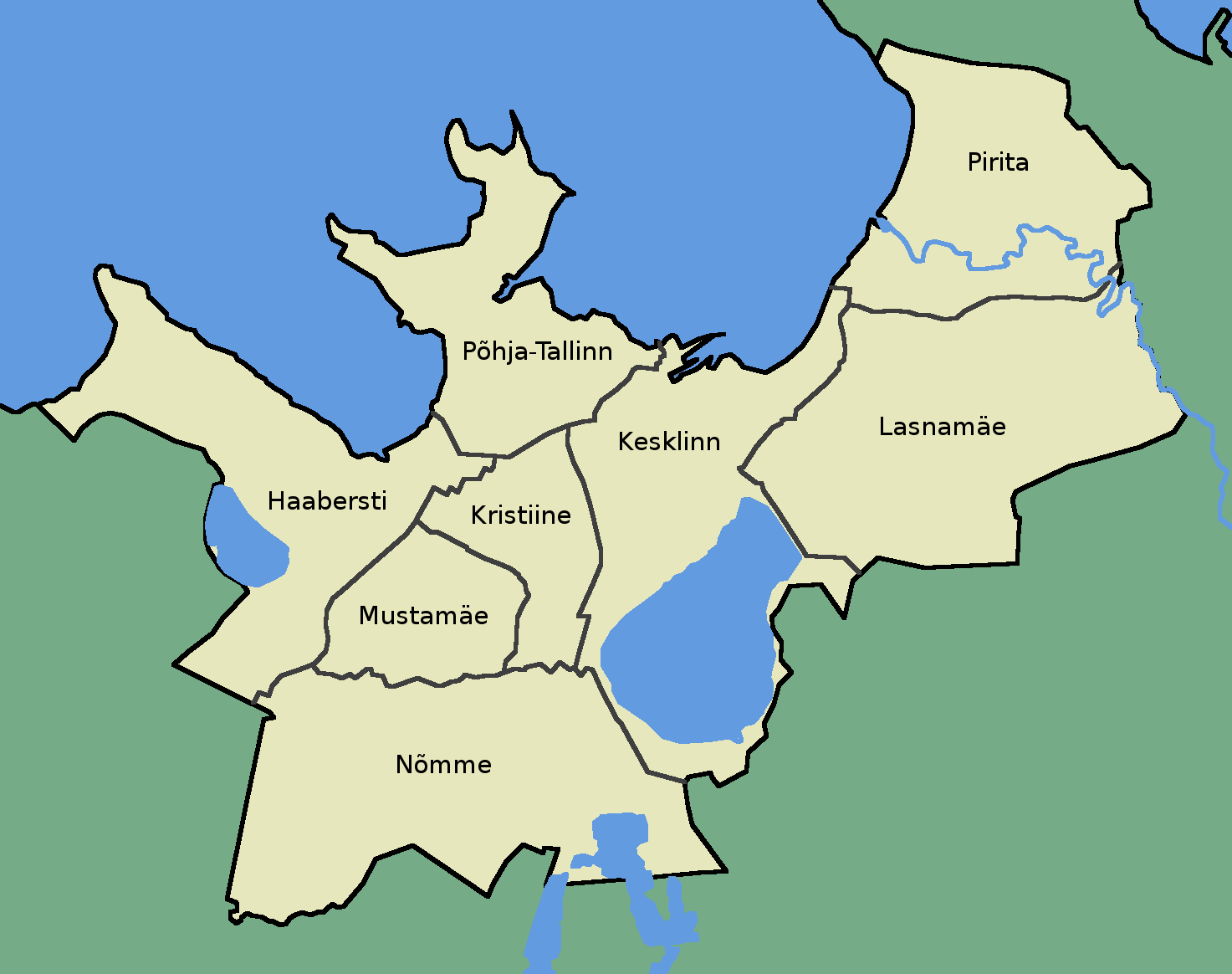
Tallinns åtta administrativa distrikt

Tallinn är indelad i åtta administrativa distrikt, på estniska linnaosad (stadsdelar). Vilka uppgifter som tillfaller de olika distrikten bestäms av estnisk lag.
Mustamäe i stadens västra del är ett höghusområde huvudsakligen byggt under sovjettiden. Här finns också tekniska högskolan kring vilken det håller på att växa fram en teknologipark, Tehnopol.
Pirita längst mot öster är ett lummigt fritids- och villaområde. Här finns gästhamnen, den största badstranden, botaniska trädgården och flera parker. Genom området flyter Pirita jõgi, den största floden i trakten.
Põhja-Tallinn nordväst om centrum omfattar Kalamaja, Pelgulinn och halvöarna Kopli och Paljassaare. Husen i Kalamaja består till stor del av äldre trähus. Kopli har mycket industri, Paljassaare är relativt obebyggd.
| Distrikt      | Yta      | Befolkning |
| ------------- | -------- | ---------- |
| Haabersti     | 18,6 km² | 35 000     |
| Kesklinn      | 28,0 km² | 34 985     |
| Kristiine     | 9,4 km²  | 27 531     |
| Lasnamäe      | 30,0 km² | 108 644    |
| Mustamäe      | 8,0 km²  | 62 219     |
| Nõmme         | 28,0 km² | 35 043     |
| Pirita        | 18,7 km² | 8 507      |
| Põhja-Tallinn | 17,3 km² | 52 573     |

### Distriktsvapen

Haabersti
Kesklinn
Kristiine
Lasnamäe
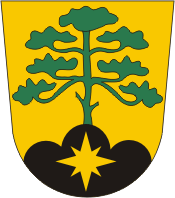
Mustamäe
Nõmme
Pirita
Põhja-Tallinn

## Demografi
| år         | invånarantal |
| ---------- | ------------ |
| 1400-talet | 8 000        |
| 1816       | 12 000       |
| 1834       | 15 300       |
| 1851       | 24 000       |
| 1881       | 45 900       |
| 1897       | 58 800       |
| 1925       | 119 800      |
| 1989       | 500 000+     |
| 2000       | 399 685      |
| 2005       | 396 010      |
| 2010       | 399 340      |

Tallinn hade 395 392 registrerade invånare i början av 2013. Enligt Eurostat-uppgifter från 2004 hade Tallinn jämfört med andra huvudstäder i EU den största andelen invånare som icke är EU-medborgare. [källa behövs] Andelen invånare i Tallinn som inte är EU-medborgare uppgick 2009 till omkring 22 procent. [källa behövs] Detta har sin bakgrund i att många icke-estländare, främst ryssar, deltog i Sovjetunionens planerade immigration till Tallinn under den sovjetiska efterkrigstiden. En del av dem har nu tagit estniskt medborgarskap, en del ryskt eller annat, men många har fortfarande inte tagit något medborgarskap alls utan lever i Estland med uppehållstillstånd men statslösa.
Utöver estniska och ryska talas i Tallinn allmänt engelska och många talar också finska.[källa behövs]

## Näringsliv
Tallinns näringsliv dominerar den estniska ekonomin där 60 procent av landets BNP kommer från företag i Tallinn. I staden återfinns företag som Nokia, Philips och Ericsson. Här finns även en stor banksektor med bland annat de svenska bankerna SEB, Swedbank och Nordea. Här har också en startup-scen utvecklats. Skype utvecklades i bland annat Tallinn och lanserades här 2003. Turismen har stor ekonomisk betydelse.

## Infrastruktur

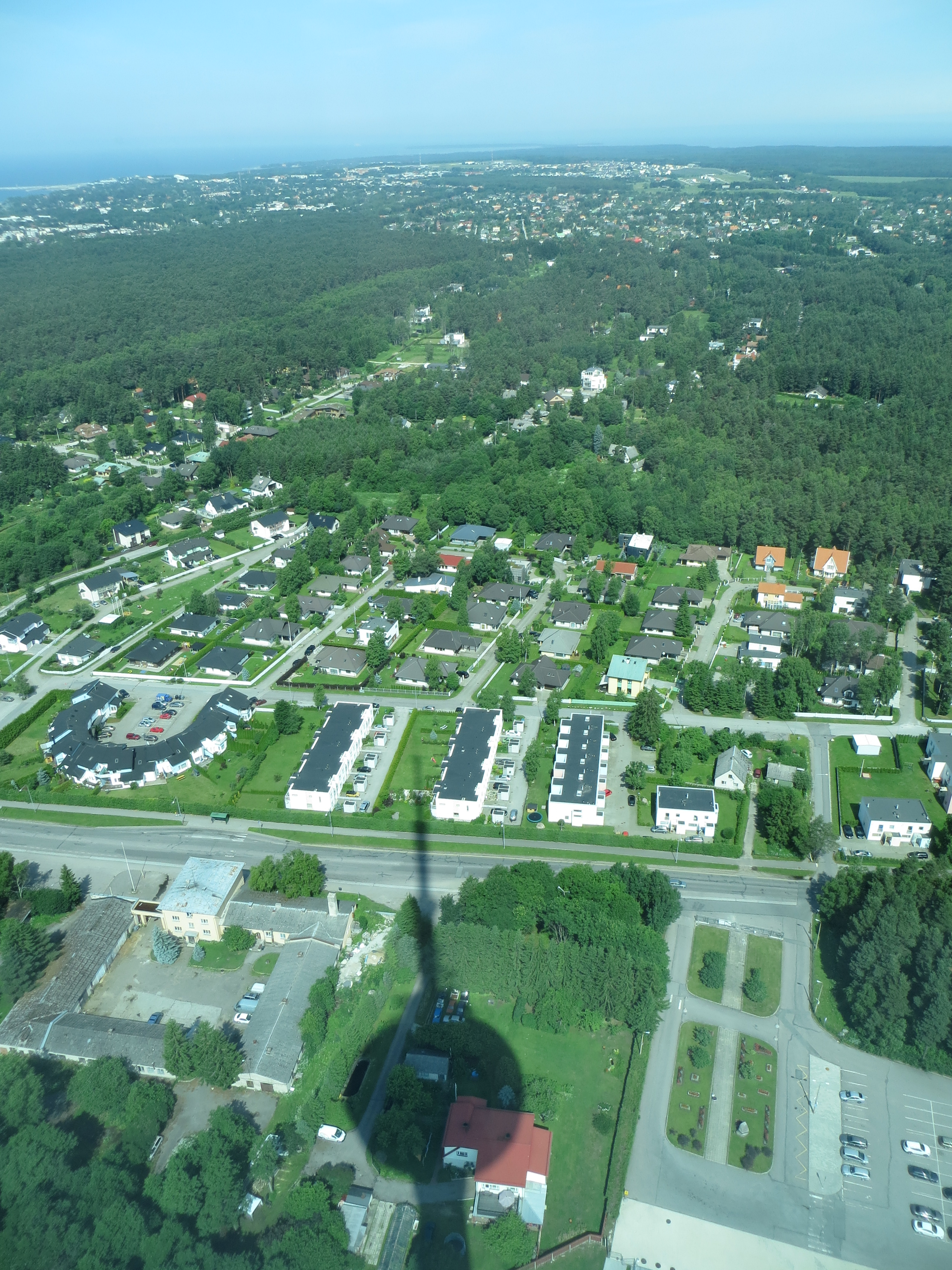
Utsikt från Teletorn i Tallinn

I Tallinn finns 17 hamnar, bland dem tre passagerarhamnar. Från Vanasadam finns färjeförbindelser med Helsingfors, Stockholm, Åland och Sankt Petersburg, från Patareisadam finns snabbfartygsförbildelse med Helsingfors. Flygplatsen Lennujaam är stadens internationella flygplats och Tallinns centralstation Balti jaam har fjärrtrafik till Tartu, Narva, Viljandi, Pärnu och Valga vid lettiska gränsen samt internationellt till Sankt Petersburg och Moskva. Stor del av landets regionala och nationella persontransporter sker genom bussar och viktiga vägar för Tallinn är E20 och E67.

### Kollektivtrafik

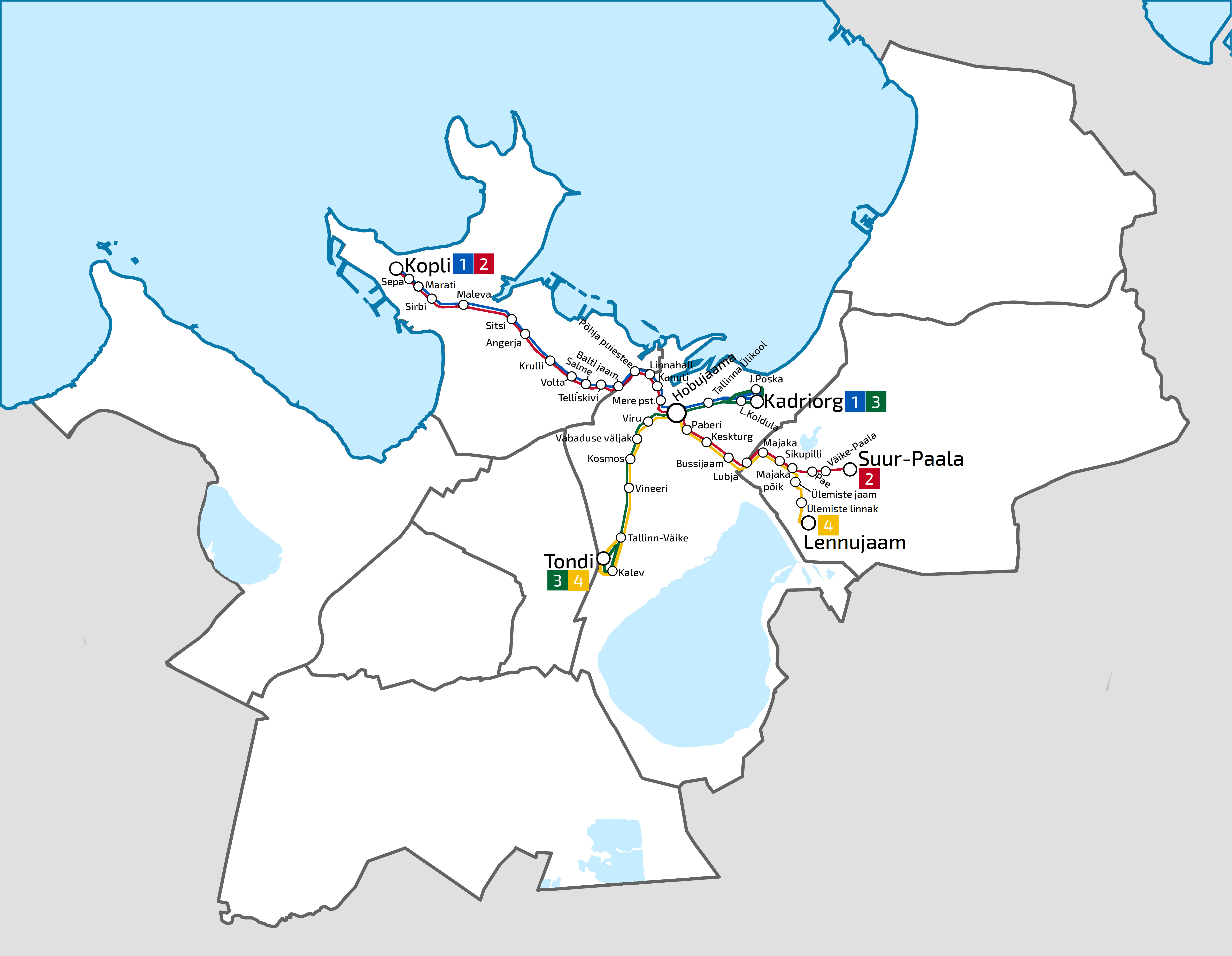
Tallinns spårvagnsnät med Linje 1,2,3 och 4.

Kollektivtrafikens drivs av Tallinna Linnatranspordi AS (TLT). Tallinns spårvägars nät är totalt 37 km och har fyra spårvagnslinjer. I Tallinns finns flera trådbusslinjer och vanliga bussar. Från och med 1 januari 2013 är kollektivtrafiken gratis för invånare i Tallinn.

## Utbildning
Tallinns tekniska universitet går tillbaka till en teknisk högskola som grundades 1918. 2005 grundades Tallinns universitet.

## Vänorter
[källa behövs]
- Gent, Belgien (sedan 1982)
- Dartford, England (sedan 1992)
- Groningen, Nederländerna 1993)
- Venedig, Italien (sedan 1984)
- Rom, Italien (sedan 2004)
- Toronto, Kanada (sedan 1997)
- Peking, Kina (sedan 1998)
- Riga, Lettland (sedan 1980)
- Vilnius, Litauen (sedan 1980)
- Moskva, Ryssland (sedan 1999)
- S:t Petersburg, Ryssland (sedan 1999)
- Skellefteå, Sverige (sedan 1982)
- Malmö, Sverige (sedan 1989)
- Kiel, Tyskland (sedan 1986)
- Schwerin, Tyskland (sedan 1993)
- Kiev, Ukraina (sedan 1994)
- Odessa, Ukraina (sedan 1997)